# Burceak, Mîhailivka
Burceak (în ucraineană Бурчак) este o comună în raionul Mîhailivka, regiunea Zaporijjea, Ucraina, formată numai din satul de reședință.

## Demografie
Componența lingvistică a comunei Burceak
     Ucraineană (90,27%)
     Rusă (9,25%)
     Alte limbi (0,48%)
Conform recensământului din 2001, majoritatea populației comunei Burceak era vorbitoare de ucraineană (90,27%), existând în minoritate și vorbitori de rusă (9,25%).